# Canton de Saint-Clar
Le canton de Saint-Clar est une ancienne division administrative française située dans le département du Gers et la région Midi-Pyrénées.

## Géographie
Ce canton était organisé autour de Saint-Clar dans l'arrondissement de Condom. Son altitude variait de 85 m (L'Isle-Bouzon) à 267 m (Castéron) pour une altitude moyenne de 182 m.

## Composition
Le canton de Saint-Clar regroupait quatorze communes et comptait 2 829 habitants (population municipale) au 1er janvier 2012.
| Communes      | Population (2012) | Code postal | Code Insee |
| ------------- | ----------------- | ----------- | ---------- |
| Avezan        | 84                | 32380       | 32023      |
| Bivès         | 130               | 32380       | 32055      |
| Cadeilhan     | 100               | 32380       | 32068      |
| Castéron      | 58                | 32380       | 32084      |
| Estramiac     | 132               | 32380       | 32129      |
| Gaudonville   | 103               | 32380       | 32139      |
| L'Isle-Bouzon | 249               | 32380       | 32158      |
| Magnas        | 48                | 32380       | 32223      |
| Mauroux       | 113               | 32380       | 32248      |
| Pessoulens    | 159               | 32380       | 32313      |
| Saint-Clar    | 868               | 32380       | 32370      |
| Saint-Créac   | 100               | 32380       | 32371      |
| Saint-Léonard | 143               | 32380       | 32385      |
| Tournecoupe   | 267               | 32380       | 32452      |

## Représentation

### Conseillers généraux de 1833 à 2015
| Période | Période      | Identité                                      | Étiquette                | Qualité |
| ------- | ------------ | --------------------------------------------- | ------------------------ | --- |
| 1833    | 1842         | Jean-Baptiste Molas de Labarthète (1782-1858) |                          | Propriétaire à Saint-Clar                                                                                         |
| 1842    | 1877         | Antoine Delpech-Cantaloup (1806-1887)         | Droite                   | Propriétaire à Saint-Clar Juge de paix du canton                                                                  |
| 1877    | 1913 (décès) | Jules Delpech-Cantaloup (fils du précédent)   | Action libérale (Droite) | Avocat Propriétaire - Maire de Saint-Clar (1897-1913) Député (1898-1902) Président du Conseil Général (1885-1892) |
| 1914    | 1919         | Élie Dupin                                    | Rad.                     | Conseiller d'arrondissement, maire d'Estramiac                                                                    |
| 1919    | 1929         | M. Roux                                       | Rad.                     | Charron à Saint-Clar                                                                                              |
| 1929    | 1931         | Pierre Lauzero                                | Républicain conservateur | Expert-géomètre, maire de Tournecoupe, conseiller d'arrondissement                                                |
| 1931    | 1940         | Emile Cames                                   | SFIO                     | Receveur buraliste, puis fonctionnaire Maire de Saint-Créac, conseiller d'arrondissement                          |
|         |              |                                               |                          | |
| 1945    | 1973 (décès) | Émile Cames (1896-1973)                       | SFIO puis PS             | Receveur buraliste, puis fonctionnaire Maire de Saint-Créac                                                       |
| 1973    | 1979         | Pierre Goudy                                  | UDF                      | Chef d'entreprise, Saint-Clar                                                                                     |
| 1979    | 2004         | Bernard Cassaignau                            | UDF                      | Notaire Maire de Saint-Clar (1989-2008)                                                                           |
| 2004    | 2015         | Bernard Gendre                                | PS                       | Agriculteur Maire-adjoint de Saint-Léonard Elu en 2015 dans le canton de Fleurance-Lomagne                        |

### Conseillers d'arrondissement (de 1833 à 1940)
Le canton de Saint-Clar avait deux conseillers d'arrondissement.
Il appartenait à l'arrondissement de Lectoure jusqu'à sa disparition en 1926.
| Période                                  | Période           | Identité                                | Étiquette      | Qualité |
| ---------------------------------------- | ----------------- | --------------------------------------- | -------------- | --- |
| 1833                                     | 1848              | Bertrand Laforgue (1789-1864)           |                | Maire de Bivès                                                                                              |
| 1833                                     | 1848              | Pierre Passerieu-Saint-Roch (1791-1876) | Gouvernemental | Maire de Tournecoupe                                                                                        |
|                                          |                   |                                         |                | |
|                                          | 1878 (décès)      | Marcelin Calmettes (1808-1878)          |                | Notaire à Tournecoupe                                                                                       |
| 1878                                     |                   | Vital Darné (1833-?)                    | Républicain    | Médecin à Tournecoupe                                                                                       |
| avant 1880                               | 1881 (annulation) | M. Cantaloup                            | Droite         | |
|                                          |                   |                                         |                | |
|                                          | 1893 (démission)  | M. Coustaing                            |                | |
|                                          |                   |                                         |                | |
| 1910                                     |                   | M. Bascou                               | Droite         | |
| 1910                                     | 1929              | Pierre Lauzero                          | Droite         | Expert-géomètre à Tournecoupe                                                                               |
|                                          |                   |                                         |                | |
| 1922                                     |                   | M. Téchyné                              |                | |
| 1922                                     |                   | M. Trémouillère                         |                | |
| 1928                                     | 1931              | Emile Cames                             | SFIO           | Receveur buraliste, puis fonctionnaire Maire de Saint-Créac                                                 |
|                                          | 1940              | M. Lanes                                | Radical        | |
|                                          | 1940              | M. Goudin                               | Radical        | |
| 1940                                     |                   |                                         |                | Les conseils d'arrondissement ont été suspendus par la loi du 12 octobre 1940 et n'ont jamais été réactivés |
| Les données manquantes sont à compléter. |                   |                                         |                | |

## Démographie
| 1962  | 1968  | 1975  | 1982  | 1990  | 1999  | 2006  | 2011  | 2012  |
| ----- | ----- | ----- | ----- | ----- | ----- | ----- | ----- | ----- |
| 3 635 | 3 413 | 3 162 | 2 929 | 2 648 | 2 554 | 2 762 | 2 852 | 2 829 |